# James Valentine
James Burgon Valentine (n. 5 octombrie 1978) este un muzician ce face parte din formația Maroon 5 în rol de chitarist și voce secundară.
1. ↑  James Valentine, Česko-Slovenská filmová databáze
2. ↑  Czech National Authority Database, accesat în 1 martie 2022